# 813
Năm 813 là một năm trong lịch Julius.